# Joeri Verbist
Joeri Verbist is een personage in de Vlaamse soapserie Thuis. Het personage werd van 1997 tot 2003 gespeeld door Wim Peters.

## Biografie
Joeri was een moeilijke jongen die net zoals zijn broer Kristoff veel in de problemen kwam. Hij kwam in grote moeilijkheden wanneer hij werd gegijzeld door zijn judoleraar Jacques die ook bleek de baas te zijn van een roofbende waar ook zijn broer lid van was. Het raakte tot een gevecht waar hij bijna zijn broer doodschoot. Joeri heeft suikerziekte en moet regelmatig pillen nemen om niet flauw te vallen.Hij had kort een relatie met Mira die bij hem op school zat, Maar de relatie liep stuk. Na de dood van zijn vader is hij samen met zijn zus Eva nog een aantal jaar in België gebleven. Maar na enige tijd beslist hij om naar Zuid-Afrika te verhuizen naar zijn familie.